# Rhyacophila chirka
Rhyacophila chirka là một loài Trichoptera trong họ Rhyacophilidae. Chúng phân bố ở miền Cổ bắc.